# Scara de intensitate Mercalli
Scara Mercalli, inventată de seismologul italian Giuseppe Mercalli, este o scară care stabilește intensitatea unui cutremur pe baza observațiilor personale, subiective, din timpul cutremurului.
Intensitatea seismelor se apreciază după gravitatea distrugerii clădirilor, construcțiilor, după tipul și amploarea deformărilor suprafeței terestre și după reacțiile populației la șocul seismic. Efectele șocului se diminuează proporțional cu creșterea distanței față de epicentru. Cea mai utilizată scară de intensitate este scara Mercalli Modificat CMMD (sau MM) și prezintă următoarele caracteristici:
| GRAD                  | DESCRIERE | MAGNITUDINE (pe scara Richter) |
| I. Instrumental       | Cutremurul nu este perceput decât de puține persoane aflate în condiții favorabile. | Între 2 și 3 grade             |
| II. Slab              | Se simte de puține persoane, în special de cele ce se găsesc la etajele superioare ale clădirilor. | Între 3 și 4 grade             |
| III. Perceptibil      | Se percepe în interiorul clădirilor, mai pronunțat la etajele superioare. Durata poate fi apreciată. | 4 grade                        |
| IV. Moderat           | În timpul zilei este resimțit de multe persoane care se află în interiorul clădirilor. În exterior puțin perceptibil. | Între 4 și 5 grade             |
| V. Destul de puternic | Este simțit aproape de toți oamenii. Ușoare degradări ale tencuielilor, iar unele obiecte instabile se răstoarnă. | Între 5 și 6 grade             |
| VI. Puternic          | Mișcarea este simțită de toată lumea producând panică. Tencuiala cade, clădirile suferă avarii. Avarii însemnate la clădirile slab executate.                                                                                                  | 6 grade                        |
| VII. Foarte puternic  | Produce panică, iar oamenii părăsesc locuințele. Avarii ușoare până la moderate la structurile de rezistență obișnuite. Avarii considerabile la construcțiile slab executate sau necorespunzător proiectate. Coșurile se prăbușesc.            | Între 6 și 7 grade             |
| VIII. Distructiv      | Avarii ușoare la structurile proiectate seismic. Avarii considerabile la clădirile obișnuite. Prăbușirea structurilor de rezistență defectuos executate. Dislocări ale zidăriei de umplutură, căderea coșurilor înalte, monumentelor etc.      | 7 grade                        |
| IX. Violent           | Avarii însemnate la structurile de rezistență proiectate antiseismic. Se produc înclinări ale clădirilor cu schelet de rezistență bine proiectate. Distrugeri ale clădirilor slab executate. Crăpături în pământ. Conductele subterane se rup. | Între 7 și 8 grade             |
| X. Intens             | Majoritatea construcțiilor proiectate antiseismic se distrug odată cu fundațiile. Pământul se crapă puternic. Se produc alunecări de terenuri.                                                                                                 | 8 grade                        |
| XI. Extrem            | Puține structuri de rezistență rămân nedistruse. Apar falii la suprafața pământului. Conductele subterane complet distruse. Prăbușiri și alunecări puternice ale terenului.                                                                    | Mai mare de 8 grade            |
| XII. Catastrofic      | Distrugerea este aproape totală. Obiectele sunt azvârlite în sus. Au loc modificări ale reliefului. | Mai mare de 9 grade            |

Între scara Mercalli și scara Richter nu există o proporționalitate strictă. Un cutremur are multe variabile care îl pot face mai mult sau mai puțin distructiv. De exemplu un cutremur de suprafață de 6,5 grade poate distruge total o zonă de mică întindere în timp ce același cutremur nu ar produce daune semnificative dacă ar fi fost de mare adâncime. Accelerațiile orizontale din sol, durata cutremurului și perioada undelor seismice sunt printre cei mai importanți factori care determină nivelul de avarii. Clădirile sunt proiectate luând în calcul accelerațiile laterale maxime ce pot apărea, nu magnitudinea cutremurului. 
Cel mai mare cutremur înregistrat în Japonia a fost cel de 9 grade pe scara Richter, iar atunci foarte puține clădiri au suferit avarii serioase, sistemul de inginerie anti-seismică din Japonia fiind cel mai dezvoltat din lume. Majoritatea morților au fost cauzate de valul de tsunami ce a urmat.